# إس إس-شتاب شافوغا
```
إس إس-شتاب شافوغا
 رتبة 
ضابط صف
 تم استخدامها من قبل 
فافن إس إس
 بين السنوات 1938 إلى 1945. لم يكن 
إس إس-شتاب شافوغا
 
رتبة إس إس
 فعلية، بل 
لقبًا موضعيًا يحمله
 ضباط الصف الأقدم لسرية أو كتيبة أو فوج. عادةً، قام أولئك الذين يشغلون منصب شتاب شافوغا بدور 
إس إس-
اوباشافوهرر
 (OR-6) أو 
إس إس-
هاوبتشافوهرر
 (OR-7) أعلاه.
```

تمت ترجمته على أنه "قائد فرقة الموظفين"، وقد تم الإشارة إلى إليه بواسطة شيفرون كم خاص، يتم ارتداؤه على الكتف الأيمن العلوي من زي الإس إس الرمادي.
الرتبة المعادلة في هير (الجيش) كانت هاوبتفيلدڤيبل.